# トゥサン・アレナ
トゥサン・アレナは、チェコのプルゼニにあるサッカースタジアムである。韓国のDoosan（斗山）が命名権を取得した。
ヴィクトリア・プルゼニがホームスタジアムとして使用する。

## 概要
1953年に建設が開始され、1955年に開場した。
2000年代になると新スタジアム建設が検討されたが、プルゼニ市に反対されたため、2002年から2003年にかけて既存スタジアムの大規模な改修工事が行われた。
2010年7月、当時のスタジアムはUEFAの基準を満たしていなかったため、UEFAヨーロッパリーグ 2010-11予選3回戦のヴィクトリア・プルゼニ対ベシクタシュ戦はプラハで行われた。これを受けて、同年9月にヴィクトリア・プルゼニのサポーターが市庁舎前でデモ活動を行うと共に、2,000人分の署名と請願書を提出し、スタジアム改修の支援を要請した。2011年4月1日から改修工事が開始された。陸上競技用トラックは取り除かれ、メインスタンド以外のスタンドも取り壊された後に新しく建設された。2012年2月16日に改修後最初の試合となるUEFAヨーロッパリーグ 2011-12決勝トーナメント1回戦のヴィクトリア・プルゼニ対シャルケ04戦が行われ、11,400人以上が観戦した。
2017年7月、地元のビール醸造所ガンブリヌスがスポンサーとなり、缶ビールを模した新しいダグアウトが発表された。